# Star Wars Miniatures
Star Wars Miniatures est un jeu de figurines qui se déroule dans l'univers de Star Wars. Les 6 épisodes sont représentés ainsi que l'univers étendu à travers 6 séries de 60 figurines en plastique pré-peintes accompagnées de leurs cartes statistiques (Rebel Storm, Clone Strike, Revenge of the Sith, Universe, Champions of the Force et Bounty Hunter).
Quatre extensions hors-série complètent ces collections : le pack AT-AT Imperial Walker (à l'échelle des figurines, donc énorme) ; le pack Attack on Endor qui comprend un AT-ST et 3 figurines appartenant à l'Empire ; le pack Battle of Hoth proposant 13 figurines dont 2 « uniques » (AT-ST Blizzard et Général Veers hologramme) ; enfin le pack Clone Wars Battltes qui comprend 10 figurines dont deux huges. 

## Les règles
Les cartes et les règles sont officiellement uniquement disponibles en version originale anglaise. Des traductions non officielles en français ont été réalisées par des fans,.

### Le principe du jeu
Chaque joueur choisit parmi les figurines d'une même faction, à hauteur d'un nombre de points déterminés préalablement par les joueurs. Pour 200 points, chaque joueur aura une douzaine de figurines.
Tout se joue avec un dé à vingt faces (D20). Chaque joueur place toutes ses figurines dans une zone de départ de la carte.
À chaque nouveau tour, les joueurs déterminent qui commence à jouer par un jet d'initiative. Le joueur obtenant le plus haut score sur un D20 commence à jouer. Un tour est fini lorsque toutes les figurines ont été activées.
Le premier joueur « active » 2 figurines. À chaque activation, un personnage peut soit :
- courir (avancer du double de son mouvement)
- bouger (en général jusqu'à 6 cases), puis attaquer
- attaquer, puis bouger
- utiliser une capacité spéciale (ce n'est pas forcément une action à part entière)

Lorsque le premier joueur a activé 2 figurines, le deuxième fait de même et choisit donc 2 figurines à activer parmi celles restantes (il peut avoir essuyé des pertes pendant le round du premier joueur).
Note : de manière générale, il vaut donc toujours mieux tirer sur des figurines qui ne sont pas encore activées. Ainsi, cela enlève des attaques au joueur adverse.

### L'attaque
À chaque attaque, un D20 est lancé pour déterminer si la cible est blessée. À ce score sont ajoutés le bonus d'attaque (caractéristique « Attack » de la figurine) et les autres bonus (commandement, capacités spéciales…)
Si le total est supérieur ou égal à la défense (+ bonus de couverture, commandement, capacités spéciales…) de la figurine attaquée, celle-ci soustrait alors la valeur de la caractéristique « Damage » de l'attaquant à sa caractéristique « Hit Points ». Si cette dernière tombe à 0 ou moins, la figurine est retirée du jeu (personnage mort).

## La carte de caractéristiques
Chaque figurine possède une carte de caractéristiques précisant :
- le nom du personnage
- sa faction : Empire, République, Frange, Nouvelle République, Alliance rebelle, Séparatistes, Yuuzhan Vong, Ancienne République, Sith, Mandalorien.
- sa valeur en points
- sa rareté : figurine commune, peu commune, rare, très rare (les figurines très rares peuvent se vendre jusqu'à 50 € l'unité[réf. nécessaire]).
- ses statistiques
  - Hit points : ce sont les points de vie de la figurine. Cela correspond directement aux points de dégâts que la figurine peut encaisser.
  - défense : représente le malus sur le lancer du D20 lors d'une attaque contre la figurine.
  - attaque : représente le bonus ajouté au lancer du D20 pour déterminer si l'attaque blesse ou non.
  - dommage : représente le nombre de points de vie qu'enlève cette figurine à l'adversaire à chaque attaque réussie (hors capacités spéciales)
- Special abilities : les capacités spéciales qui ne rentrent pas dans la description standard de la figurine.
- les pouvoirs de la Force : les différents pouvoirs que lui confère la Force.
- Commander Effects : certains personnages ont des effets de commandement. Ils donnent alors des bonus aux figurines combattant avec lui (souvent dans un rayon de 6 cases). Ces effets de commandement sont particulièrement importants, et déterminent souvent la victoire de l'un ou de l'autre des adversaires.

## Starters et Boosters
Les starters contiennent les règles du jeu (en anglais), un tapis de jeu (plus éventuellement des éléments movibles), un dé à 20 faces, des pions « dégâts » et « Force » et 6 ou 10 figurines. Il existait 3 starters différents (un pour chacune des trois premières extensions). À présent, il y en a plus de dix.
Les boosters contiennent 7 figurines (une rare ou très rare, 2 pas communes et 4 communes) de la gamme du booster.
L'acheteur ne sait pas à l'avance quelles figurines contient le paquet. Cela rend plus difficile la mise en place d'une armée cohérente, mais permet aussi de valoriser chaque figurine.
Il existe deux séries « Huge » où chaque booster contient une figurine huge (de grande taille).
On peut acheter des figurines à l'unité, soit via des magasins spécialisés, soit directement à un particulier. Les prix peuvent monter jusqu'à 30 euros pour des figurines très rares[réf. nécessaire].

## Extensions

### Star Wars Miniatures
Rebel StormCette première extension est basée sur la trilogie. Elle permet de se plonger dans le conflit opposant l'Empire aux rebelles. On retrouve donc bien sûr les principaux héros et des soldats de l'alliance (Leia, Luke, R2-D2, pilotes…), ceux de l'Empire (Vador, l'Empereur, Stormtroopers, Snowtroopers…) ainsi que des mercenaires et hors-la-loi (Jabba, Tuskens, Boba Fett, chasseurs de primes…).
Clone StrikeCette seconde extension rassemble des figurines issues de l'Épisode I (Qui-Gon Jinn, Gungans, droïdes de combats), de l'Épisode II (Anakin, soldats clones, Géonosiens, Jango Fett, Jedis…) et de la série animée Star Wars: Clone Wars (Durge, ARC troopers…). On retrouve cette fois encore deux camps, la République et la Confédération, auxquels s'ajoutent les mercenaires.
Revenge of the SithCette troisième série est entièrement basée sur l'Épisode III. Les figurines présentent la quasi-totalité des personnages rencontrés dans le film aussi bien chez les républicains (clones, Wookiees, Jedis...), que dans la confédération (droïdes, Grievous, Dark Sidious...), du côté des autochtones (soldats d'Utapau, habitants de Mustafar...) où du côté imperial (Palpatine, Anakin Skywalker...)
Universe - Huge packsCette fois-ci l'accent est mis sur l'univers étendu. On retrouve de nombreux personnages aperçus dans les romans, les comics ou les jeux vidéo (Dash Rendar, Xisor, Sœurs de la nuit, Noghris…). Deux nouvelles armées apparaissent, la Nouvelle République et les Yuuzhan Vong. Ne sont pas oubliées les autres armées avec de nouvelles troupes pour les rebelles, l'Empire, la République et la CSI.
De plus, chaque booster contient une très grande figurine (bipode, Rancor...) permettant l'apparition d'unité lourdes pour renforcer les armées.
Champions of the ForceCe set vient créer deux nouvelles armées permettant de reconstruire les batailles des jeux vidéo KOTOR se déroulant 4 000 ans avant les films. La première est l'Ancienne République composée de nombreux personnages issus de KOTOR (Bastila Shan, Jedis…). La seconde est l'Empire sith composé de très nombreux seigneurs noirs légendaires surpuissants parfois apparus dans KOTOR (Exar Kun, Ulic Qel-Droma, Dark Malak). Sont toujours présentes de nouvelles figurines pour compléter les autres armées.
Bounty Hunter - Huge packsC'est une collection de figurines portant essentiellement sur les chasseurs de primes et autres mercenaires de l'univers Star Wars (Boba Fett, IG-88, gamorreans, Bib Fortuna...). Une nouvelle et dernière faction apparait, celle des puissants Mandaloriens. On note ici de nouvelles figurines Huge (Skiff du desert, snowspeeder…) ainsi que quelques figurines pour renforcer les armées déjà existantes.
Alliance and EmpireÉditée pour les 30 ans de la saga, elle est comme l'édition Rebel Storm basée sur la trilogie. On assiste à beaucoup de rééditions de figurines du premier set ou de nouvelles versions de Héros. On note toutefois l'apparition de personnages secondaires manquants (Biggs Darklighter, Amiral Piett, Death Star Gunner, Wicket…). Les autres armées sont très peu renforcées ici.

Pour marquer les 30 ans de la sortie de l'épisode IV, cette collection se distingue des autres séries par des socles carrés portant l'inscription Star Wars (au lieu des socles ronds habituels) ; de plus les cartes de statistiques se distinguent également par une couleur de fond rouge (au lieu du bleu classiquement utilisé) avec une inscription discrète "30 / 77-07".
Force unleashed - Huge packsComme son nom l'indique, on retrouve dans cette édition les figurines issues du jeu vidéo du même nom. On y trouve aussi beaucoup de figurines impériales et rebelles. À noter l'accent mis sur la bataille de Hoth, notamment côté rebelle.
Legacy of the forceCette fois, l'accent est mis sur la série de comics Legacy. On retrouve donc de nouveaux siths, des impériaux, des nouveaux républicains et des Yuuzhan Vong. Bref un peu de tout avec des figurines avec révolutionnaires dans la quasi-totalité des factions.
Knights of the Old RepublicCette édition met en vedette les héros de l'ancien empire Sith et ceux de l'Ancienne République.
Clone WarsElle se penche sur le film de deux épisodes en bande dessinée.
Imperial Entanglements
Jedi Academy
Galaxy at War
The Dark Times
Masters of the ForceC'est la dernière collection éditée par Wizards of The Coast qui a décidé de ne pas renouveler la licence Star Wars.

### Star Wars Miniatureshors-série
Elles ont pour objet de proposer aux joueurs de nouvelles missions et de nouvelles cartes ainsi que les figurines nécessaires aux scénarios. Il n'existe pas de boosters ou de starters.
AT-AT Imperial WalkerCe pack comprend un AT-AT à l'échelle des figurines (soit plus de 30 cm de haut), une grille de combat et un livret de mission.
Attack of EndorCe pack comprend quatre figurines impériales (un AT-ST à l'échelle et trois troopers), une grille de combat et un livret de règles.
Battle of HothPack regroupant les éléments scénaristiques nécessaires à la reproduction de la célèbre bataille du film l'Empire contre-attaque. Comprenant 17 figurines, il n'en propose que 2 exclusives : le Blizzard Scout 1 et le Général Veers version Hologramme.
Clone Wars BattlesLe dernier pack qui a pour thème l'affrontement entre la République et les Séparatistes.